# Сватківська сільська рада
Сватківська сільська рада — колишній орган місцевого самоврядування у Гадяцькому районі Полтавської області з центром у селі Сватки.

## Населені пункти
Сільраді були підпорядковані населені пункти:
- c. Сватки
- с. Берізки
- с. Бірки
- с. Шевченкове